# Schwabing-West
Schwabing-West is een stadsdeel (Duits: Stadtbezirk) van de Duitse stad München, hoofdstad van de deelstaat Beieren.
Schwabing-West ligt in het centrum van München, direct ten noorden van het stadscentrum. Het stadsdeel wordt ook aangeduid als Stadtbezirk 4. Het is in klokwijzerzin omgeven door de Stadtbezirke Milbertshofen-Am Hart in het noorden, Schwabing-Freimann in het oosten, Maxvorstadt in het zuiden en Neuhausen-Nymphenburg in het westen.
Het stadsdeel werd gecreëerd bij de inlijving van de voormalige zelfstandige stad Schwabing bij München in 1890, waarbij het grondgebied in een oostelijk en westelijk deel werd gescheiden. Het westelijk deel werd het huidige Stadtbezirk 4, het meer oostelijk deel van Schwabing samen met de voormalige zelfstandige gemeente Freimann werd Schwabing-Freimann.
Eind 2018 woonden er in het 7,81 km² grote Stadtbezirk 59.643 inwoners. Het stadsdeel werd rond 1900 geconfronteerd met een grote bouwexpansie, met meerdere nieuwbouwkwartieren in jugendstil. De noordelijke wijk in Schwabing-West wordt Am Luitpoldpark genoemd, naar het grote Luitpoldpark dat centraal in de wijk gelegen is, in het zuidwesten ligt Schwere-Reiterstrasse, in het zuidoosten Neuschwabing. Ten oosten van het Luitpoldpark ligt ook de campus van het openbaar ziekenhuis Klinikum Schwabing. Het bouwwerk van de vroege 20e eeuw bestaande uit een spinnenweb van aparte vleugels omgeven door veel groen en beplanting is geklasseerd als monument.
Het gebied wordt door de U-Bahn van München bediend door de U2-metrolijn middels de metrostations Hohenzollernplatz en Scheidplatz en door de U3-lijn met de metrostations Bonner Platz, Scheidplatz en Petuelring. Daarnaast doorkruisen ook de trams 12 en 27 en meerdere MVG-buslijnen het stadsdeel. Het Stadtbezirk wordt niet bediend door de S-Bahn van München.
Allach-Untermenzing · 
Altstadt-Lehel · 
Au-Haidhausen · 
Aubing-Lochhausen-Langwied · 
Berg am Laim · 
Bogenhausen · 
Feldmoching-Hasenbergl · 
Hadern · 
Laim · 
Ludwigsvorstadt-Isarvorstadt · 
Maxvorstadt · 
Milbertshofen-Am Hart · 
Moosach · 
Neuhausen-Nymphenburg · 
Obergiesing-Fasangarten · 
Pasing-Obermenzing · 
Ramersdorf-Perlach · 
Schwabing-Freimann · 
Schwabing-West · 
Schwanthalerhöhe · 
Sendling · 
Sendling-Westpark · 
Thalkirchen-Obersendling-Forstenried-Fürstenried-Solln · 
Trudering-Riem · 
Untergiesing-Harlaching